# Rhynchopyga semirufa
Rhynchopyga semirufa är en fjärilsart som beskrevs av Druce 1906. Rhynchopyga semirufa ingår i släktet Rhynchopyga och familjen björnspinnare. Inga underarter finns listade.